# Карл фон Бодекер
Карл Фрідріх Георг фон Бодекер (нім. Karl Friedrich Georg von Bodecker; 29 січня 1875 — 20 жовтня 1957) — німецький військово-морський діяч, контрадмірал крігсмаріне (31 жовтня 1923).

## Біографія
16 квітня 1894 року вступив на флот кадетом. Пройшов підготовку на навчальному кораблі «Штош» і в військово-морському училищі. Служив на броненосцях берегової оборони, лінійних кораблях. З 1 квітня 1912 року — 1-й офіцер лінійного корабля «Сілезія». 10 квітня 1914 року направлений в Східну Азію. Учасник Першої світової війни, командував канонерськими човнами «Тигр» (4 червня — 1 серпня 1914) і «Ягуар» (4 серпня — 7 листопада 1914) в Китаї. 8 листопада 1914 року разом з гарнізоном фортеці Ціндао здався японським військам. В січні 1920 року повернувся в Німеччину і в 1920 році прийнятий в ВМФ. З 1 квітня 1921 року — начальник відділу особового складу військово-морської станції «Нордзе». З 21 листопада 1922 року — директор Імперської військово-морської служби в Бремені. 31 жовтня 1923 року вийшов у відставку.
У 1941 році призваний на службу і 15 липня 1941 року призначений директором конструкторської служби військово-морських верфей в Миколаєві, Херсоні та Очакові. З 1 грудня 1941 року — обер-верф-директор Східних територій (в його підпорядкування передані всі військово-морські суднобудівні споруди на окупованій території СРСР). 28 лютого 1943 року вийшов у відставку.

## Нагороди
- Столітня медаль (22 березня 1897)
- Авіський орден, лицарський хрест (Португалія; 12 вересня 1898)
- Орден Меджида 3-го класу (Османська імперія; 14 лютого 1901)
- Орден Червоного орла 4-го класу (19 вересня 1912)
- Орден Святого Йоанна (Бранденбург), почесний лицар (16 лютого 1914)
- Залізний хрест 2-го і 1-го класу
- Хрест «За вислугу років» (Пруссія)
- Колоніальний знак
- Почесний хрест ветерана війни з мечами